# 濟爾涅
50°58′31″N 26°43′5″E / 50.97528°N 26.71806°E
濟爾涅（烏克蘭語：Зірне）是位於烏克蘭西北部里夫內州裏里夫內區的村莊，面積2.2平方公里，海拔高度170米，2001年人口2,840，人口密度每平方公里1,153.2人。